# Joachim Janzon
Hans-Joachim Janzon (* 25. Oktober 1959) ist ein ehemaliger deutscher Eishockeyspieler, der unter anderem für die Düsseldorfer EG in der Bundesliga aktiv war.

## Karriere
Joachim Janzon begann seine Karriere bei der Düsseldorfer EG, für die er drei Jahre lang in der Bundesliga spielte und mit der er in der Saison 1979/80 die Deutsche Meisterschaft nur knapp verpasste. Langfristig konnte sich der Verteidiger in der höchsten deutschen Spielklasse aber nicht durchsetzen, sodass er ab 1980 nur noch in unteren Ligen aktiv war. In der 2. Bundesliga verbrachte er jeweils ein Jahr beim RSC Bremerhaven, ECD Iserlohn und Duisburger SC, bevor er im Jahr 1983 zum EC Ratingen in die Regionalliga wechselte. Mit der Mannschaft stieg er in der Spielzeit 1984/85 in die Oberliga auf und schaffte ein Jahr später fast den Durchmarsch in die 2. Bundesliga. In der Relegationsrunde fehlte am Ende ein Punkt. Nach einer weiteren Saison in Duisburg beendete Janzon im Jahr 1987 seine Karriere.

## Erfolge und Auszeichnungen
- 1980 Deutscher Vizemeister mit der Düsseldorfer EG
- 1982 Aufstieg in die Bundesliga mit dem ECD Iserlohn
- 1985 Regionalliga-Meister und Aufstieg in die Oberliga mit dem EC Ratingen

## Karrierestatistik

### International
Vertrat Deutschland bei:
- U18-Junioren-Europameisterschaft 1977
- U20-Junioren-Weltmeisterschaft 1979

(Legende zur Spielerstatistik: Sp oder GP = absolvierte Spiele; T oder G = erzielte Tore; V oder A = erzielte Assists; Pkt oder Pts = erzielte Scorerpunkte; SM oder PIM = erhaltene Strafminuten; +/− = Plus/Minus-Bilanz; PP = erzielte Überzahltore; SH = erzielte Unterzahltore; GW = erzielte Siegtore; 1 Play-downs/Relegation; Kursiv: Statistik nicht vollständig)